# Gennadij Šatkov
Gennadij Ivanovič Šatkov (rusky Геннадий Иванович Шатков; 27. května 1932, Leningrad, Sovětský svaz – 14. ledna 2009, Petrohrad, Rusko) byl sovětský boxer.
Na Letních olympijských hrách 1956 v Melbourne získal zlatou medaili ve váhové kategorii do 75 kg. Je též dvojnásobným mistrem Evropy.